# Rupert Murdoch
Keith Rupert Murdoch (Ausztrália 1931. március 11. –) ausztrál-amerikai médiamágnás, a News Corporation alapítója, majd annak utódcégeinek, így az ausztrál News Corp.-nak és az amerikai 21st Century Foxnak fő ügyvezetője. Jelenleg az ausztrál News Corp. és a Fox Corporation társügyvezetője.
1953-ban Murdoch a News Limited ügyvető igazgatója lett, amit az apjától örökölt. Az 1950-60-as években megszerezte több ausztrál és új-zélandi újságnak a tulajdonjogát. Az Egyesült Királyságban 1969-ben kezdett el terjeszkedni, Murdoch megvásárolta a News of the World-öt és a The Sun-t, melyet Nagy-Britannia legolvasottabb napilapjává tett. 1974-ben New York-ba költözött és az Egyesült Államokban is elkezdett terjeszkedni. 1985-ben amerikai állampolgárrá vált. 1981-ben megvette a The Times-t. Murdoch News Corporation-je 2000-ben közel 800 céget birtokolt több mint 50 országban.
A News Corporation 2013-ban vált szét, utódcégei a 21st Century Fox és az ausztrál hírlapokat üzemeltető új News Corporation lettek. Előbbi nagyobb részét a The Walt Disney Company 2019-ben felvásárolta, Murdoch a cég maradék részéből új céget hozott létre Fox Corporation név alatt.
Murdoch eddig háromszor került be a Time 100-ba, a világ legbefolyásosabb emberei közé. 2010-ben Murdoch a 13. helyet foglalta el a Forbes A világ leghatalmasabb emberei (angolul The World's Most Powerful People) című listáján. Murdoch vagyona 7,6 milliárd dollár körül van, így 2011 márciusában a 117. leggazdagabb ember volt a világban.

## Fiatalkora
Rupert Murdoch Melbourne-ben született, Sir Keith Murdoch és Elisabeth Joy egyetlen fiaként. Az anyja angol és skót származású. Szülei mindketten Melbourne-ben születtek. Apja egy híres haditudósító volt, később egy regionális lap mágnás.
Rupert Murdoch az elit Geelong Grammar School-ba járt iskolába.

## Magánélete

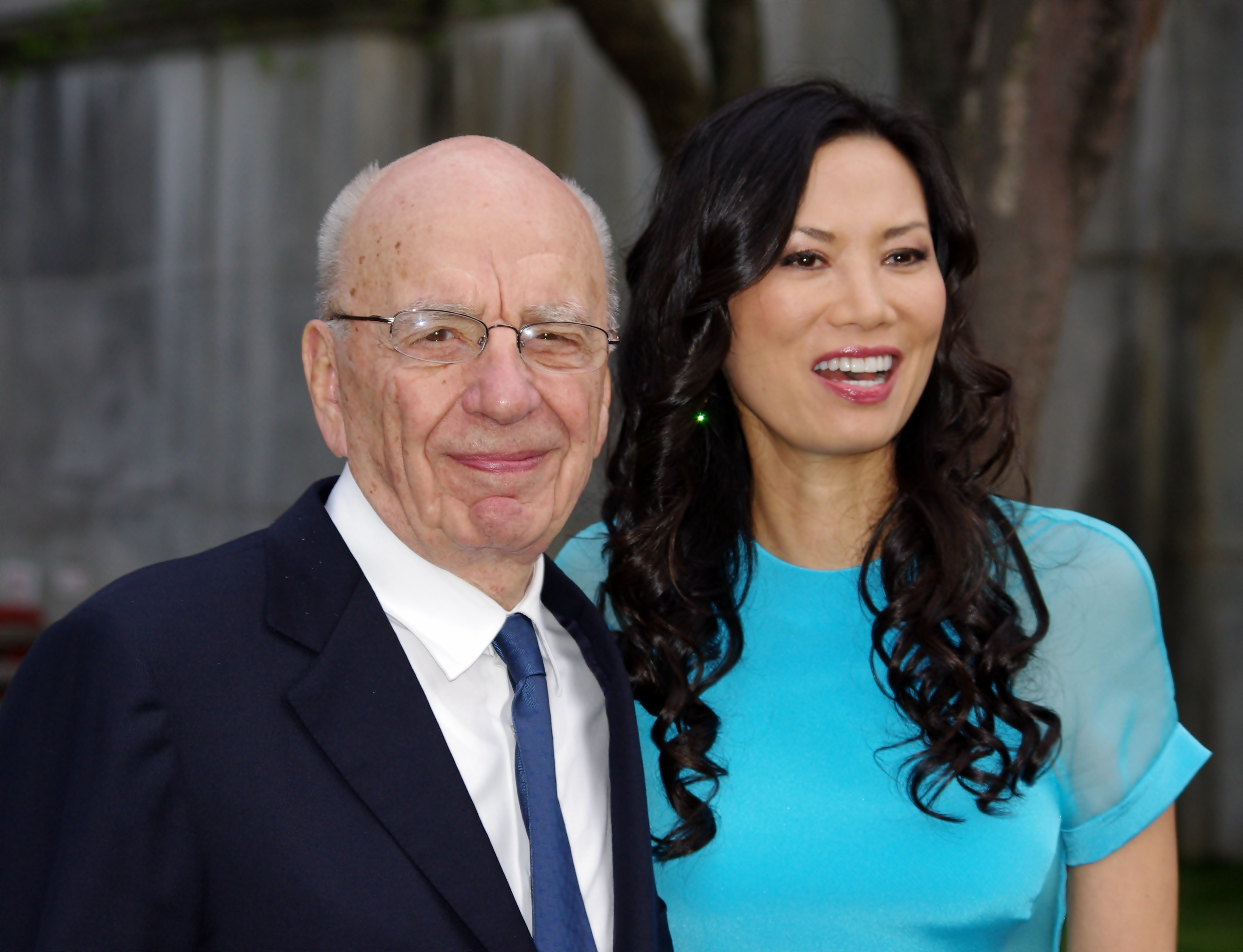
Murdoch a harmadik feleségével, Wendivel 2011-ben

1956-ban Murdoch feleségül vette a melbourne-i Patricia Booker-t, aki bolti eladóként és légiutas kísérőként dolgozott. Első gyerekük, Prudence 1958-ban született meg. 1967-ben elváltak, és Murdoch összeházasodott a skót származású Anna Torv-val. A házasoknak három gyerekük lett: Elisabeth Murdoch, Lachlan Murdoch és James Murdoch. Házasságuk 1999 júniusáig tartott. Murdoch 17 nappal a válása után, 68 évesen, 1999. június 25-én elvette a kínai születésű, akkor 30 éves Deng Wendit.
Wenditől Murdoch-nak további két gyermeke született.

## Fordítás
- Ez a szócikk részben vagy egészben  a   Rupert Murdoch című angol Wikipédia-szócikk fordításán alapul.  Az eredeti cikk szerkesztőit annak laptörténete sorolja fel. Ez a jelzés csupán a megfogalmazás eredetét és a szerzői jogokat jelzi, nem szolgál a cikkben szereplő információk forrásmegjelöléseként.